# Little Beats
Little Beats var en civil parish från 1858 till 1906 då den blev en del av Copping Syke, i grevskapet Lincolnshire, i England. Civil parish var belägen 12 km från Boston och hade 4 invånare år 1901.